# Lijst van voetbalinterlands Bangladesh - Sri Lanka (vrouwen)
Deze lijst van voetbalinterlands is een overzicht van alle officiële voetbalinterlands tussen de nationale vrouwenteams van Bangladesh en Sri Lanka. De landen hebben tot nu toe vier keer tegen elkaar gespeeld.

## Wedstrijden
| № | Plaats      | Datum             | Competitie                        | Wedstrijd              | Uitslag |
| - | ----------- | ----------------- | --------------------------------- | ---------------------- | ------- |
| 1 | Dhaka       | 31 januari 2010   | Zuid-Aziatische Spelen 2010       | Bangladesh − Sri Lanka | 2 − 0   |
| 2 | Cox's Bazar | 13 december 2010  | Zuid-Aziatisch kampioenschap 2010 | Bangladesh − Sri Lanka | 2 − 0   |
| 3 | Colombo     | 11 september 2012 | Zuid-Aziatisch kampioenschap 2012 | Sri Lanka − Bangladesh | 2 − 1   |
| 4 | Shillong    | 7 februari 2016   | Zuid-Aziatische Spelen 2016       | Bangladesh − Sri Lanka | 2 − 1   |

## Samenvatting
| Competitie                   | Totaal gespeeld | Winst Bangladesh | Gelijk | Winst Sri Lanka | Doelsaldo Bangladesh – Sri Lanka |
| ---------------------------- | --------------- | ---------------- | ------ | --------------- | -------------------------------- |
| Zuid-Aziatisch kampioenschap | 2               | 1                | 0      | 1               | 3 − 2                            |
| Zuid-Aziatische Spelen       | 2               | 2                | 0      | 0               | 4 − 1                            |
| Totaal                       | 4               | 3                | 0      | 1               | 7 − 3                            |